# Богоявленская церковь (Калязин)
Богоявленская церковь — недействующий православный храм в северо-восточной части Калязина. Построена в XVIII веке. В здании церкви размещается Калязинский краеведческий музей.

## История
Церковь была построена на средства прихожан. Строительство началось в 1777 году, в 1781 году был освящён придел Ильи Пророка, а в 1789 году — основной престол. Колокольня, стоящая отдельно, возведена в 1791 году. В 1877 году в храме поставлен новый четырёхъярусный деревянный иконостас. В 1897—1898 гг. церковь была частично перестроена: два столба заменены четырьмя новыми, заново сложены своды, с запада трапезной сделана пристройка, соединившая здание с колокольней. Тогда же, видимо, изменён декор здания. На рубеже веков церковь была расписана. В советское время была закрыта, в 1937 году в здании разместился краеведческий музей. Были заложены боковые входы, добавлены деревянные перекрытия в основном объёме, разделившие его на два этажа. В 1967—1969 гг. проведена реставрация по проекту архитектора В. П. Беркута.

## Архитектура
Церковь расположена на холме, играя важную роль в панораме города. Здание обладает формами, характерными для конца XVIII века, с эклектичным декором рубежа XIX—XX веков, возможно, основанном на первоначальном оформлении. Стены храма кирпичные, оштукатуренные, цоколь сложен из белого камня. На продольной оси церкви расположены четырёхъярусная колокольня, прямоугольная трапезная, более узкий основной объём церкви — двусветный четверик с пятиглавием — и пятиугольная со скруглёнными боковыми гранями апсида. Пять глав на восьмигранных барабанах имеют луковичную «мятую» форму. Все четыре яруса колокольни — убывающие четверики, её завершает шаровидная главка со шпилем.
Боковые фасады основного объёма симметричные, в три оконных оси, по центру первого яруса в них арочные входные проёмы. Края оформлены пилястрами. Два яруса разделены антаблементом, продолжающимся на апсиду и трапезную, высота которых соответствует первому ярусу основного объёма. Арочные оконные проёмы оформляют узкие пилястры и профилированные архивольты, а также, на втором ярусе, треугольными сандриками и фартуками в форме трапеции, сужающейся вниз. На центральной грани апсиды, где некогда помещалась храмовая икона, сохранилась крупная профилированная рама. Грани апсиды прорезаны оконными проёмами и разделены лопатками. Фасады трапезной в пять окон (первоначально были в четыре окна), несимметричные. Внешние углы трапезной оформлены огибающими лопатками. Окна апсиды и трапезной украшены наличниками и архивольтами.
Основной объём храма бесстолпный, его перекрывает четырёхлотковый свод. В апсиду ведут три арочных проёма, она перекрыта коробовым сводом, который переходит в конху. С трапезной храм соединяет широкий проход под арочным сводом. Трапезная делится двумя рядами квадратных столбов на три нефа. На столбы опираются подпружные арки, делящие потолок на девять ячеек, из которых центральная перекрыта коробовым сводом, а остальные — крестовыми. Частично сохранились росписи начала XX века.